# 白斑錐海龍
白斑錐海龍（学名：Phoxocampus tetrophthalmus），為輻鰭魚綱棘背魚目海龍魚科的其中一種，分布於中西太平洋區，包括日本、菲律賓、關島、印尼等海域，棲息深度可達20公尺，體長可達8公分，棲息在珊瑚礁區。